# Dejan Bućin
Dejan Bućin (* 1985 in Belgrad) ist ein deutscher Schauspieler.

## Karriere
Seine Ausbildung absolvierte er von 2005 bis 2009 an der Bayerischen Theaterakademie August Everding. Vor der Schauspielschule spielte er in zwei Produktionen am Schauspiel Frankfurt unter der Regie von Alexander Brill. Bereits während seiner Ausbildung an der Münchener Theaterakademie erhielt er ein Engagement am Berliner Ensemble. Dort trat er 2009 in der Uraufführung von Shakespeare's Sonette in der Regie von Robert Wilson auf. Des Weiteren stand er u. a. in Die Dreigroschenoper, Das Käthchen von Heilbronn, Ödipus auf Kolonos,  Im Dickicht der Städte, Hanns-Eisler-Revue, Der Parasit, Romeo und Julia auf der Bühne. Durch die internationale Beachtung von Wilsons Inszenierungen von Shakespeare's Sonette und Die Dreigroschenoper erhielt Bućin die Möglichkeit, auf Bühnen etablierter Theaterfestivals u. a. in Frankreich, Italien, Norwegen, Brasilien, Australien, Hongkong, Südkorea, den Vereinigten Staaten aufzutreten.
Seit 2012 ist er als freiberuflicher Schauspieler tätig und auf verschiedenen Bühnen deutschlandweit sowie in diversen Film- und Fernsehproduktionen zu sehen.
2014 wirkte er am Maxim-Gorki-Theater in der Uraufführung und Stückentwicklung Common Ground unter der Leitung von Yael Ronen mit. Die erfolgreiche Produktion wurde zu mehreren internationalen Festivals sowie zum Theatertreffen 2015 eingeladen und erhielt im selben Jahr den Publikumspreis bei den Mülheimer Theatertagen. 2016 folgte eine weitere Stückentwicklung mit Ronen – „Point of no return“ an den Münchner Kammerspielen, das sich mit dem Amoklauf im Münchner Olympia-Einkaufszentrum befasste. Die Inszenierung erhielt 2017 Einladungen zum Heidelberger Stückemarkt und den Autorentheatertagen in Berlin.

## Filmografie
- 2008: Im Winter ein Jahr
- 2008: Wasserspiegel (Kurzfilm)
- 2009: Shakespeares Sonette (Fernsehfilm)
- 2010: Drei
- 2011: Rubbeldiekatz
- 2012: Zettl
- 2013: Scherbengericht
- 2013: Zima (Kurzfilm)
- 2014: Die Schöne und das Biest
- 2014: Schmidt – Chaos auf Rezept (Fernsehserie, Staffel 1, Folge 6: Atemlos)
- 2014: Josephine Klick – Allein unter Cops (Fernsehserie, Staffel 1, Folge 1: Die tote Boxerin)
- 2015: Die Verwandlung (nach Franz Kafka, Kurzfilm)
- 2015: Traumfrauen
- 2016: Samira (Kurzfilm)
- 2016: Tatort: Borowski und das verlorene Mädchen
- 2017: You Are Wanted (Fernseh- und Web-Serie, Staffel 1, Folge 2: X-Ray)
- 2017: You Are Wanted (Fernseh- und Web-Serie, Staffel 1, Folge 3: Trust)
- 2017: Liar (Staffel 1, Folge 3: The White Rabbit)
- 2018: 7 Miracles (Kurzfilm)
- 2019: Baptiste (Fernsehserie, Staffel 1, Folge 5: Lucy)
- 2019: Baptiste (Fernsehserie, Staffel 1, Folge 6: Into the Sand)
- 2019: Carnival Row (Fernsehserie, Staffel 1, Folge 2: Aisling)
- 2019: Carnival Row (Fernsehserie, Staffel 1, Folge 4: The Joining of Unlike Things)
- 2020: Der Kroatien-Krimi (Fernsehserie, Staffel 4, Folge 1: Tote Mädchen)
- 2020: Betonrausch
- 2020: Nachtbesuch (Kurzfilm)
- 2021: Нечиста крв: Грех предака (serbischer Kinofilm)
- 2021: New Queer Visions: Parental Guidance
- 2022: SOKO Hamburg (Fernsehserie, Staffel 4, Folge 3: Schweig oder stirb)
- 2022: Der Kroatien-Krimi (Fernsehserie, Staffel 6, Folge 1: Tod im roten Kleid)
- 2022: Der Kroatien-Krimi (Fernsehserie, Staffel 6, Folge 2: Vor Mitternacht)
- 2024: Reset – Wie weit willst du gehen?
- 2024: Navy CIS: Hawaiʻi als Kommandant